# Georg von Schönerer
Georg Ritter von Schönerer (Georg Heinrich Schönerer, ur. 17 lipca 1842 w Wiedniu, zm. 14 sierpnia 1921 w Zwettl) – austriacki szlachcic, ziemianin i polityk, aktywny w 2 poł. XIX i początku XX wieku.
Od młodości był aktywnym działaczem politycznym. W latach 1873–1878 i 1897-1907 członek austriackiego parlamentu. Początkowo o poglądach liberalnych, później radykalnie narodowościowych, antysłowiańskich i antykatolickich. Był zdeklarowanym uczniem niemieckiego antysemity Eugena Dühringa. W 1879 r. założył antysemicką organizację Pangermańskich Nacjonalistów, na czele której stał w l. 1882-1889. W tym czasie żądał usunięcia rządów Habsburgów i utworzenia Wielkich Niemiec pod hegemonią Prus, głosząc przy tym hasło Przez jedność do czystości.
W maju 1888 Schönerer zaatakował pracowników redakcji liberalnej gazety Neues Wiener Tagblatt. Zrobił to, ponieważ gazeta podała fałszywe doniesienie na temat śmierci cesarza Wilhelma I. Cesarz habsburski, Franciszek Józef, pozbawił go tytułu szlacheckiego, a z kolei parlament uchylił mu immunitet. Schönerer na czternaście miesięcy trafił do więzienia.
Na ławy Reichsratu wrócił w 1897, kiedy został wybrany posłem z Chebu. Skrajne poglądy sprawiły, że Schönerer nigdy nie opuścił marginesu sceny politycznej. W 1907 r. nie udało mu się obronić miejsca w austriackim parlamencie, a liczba deputowanych, która popierała jego poglądy zmniejszyła się do trzech. Kierowany przez niego ruch polityczny rozpadł się, a większość jego członków przyłączyła się do Niemieckiego Zjednoczenia Narodowego (późniejszej Niemieckiej Partii Narodowej) lub Partii Chrześcijańsko-Społecznej.
Mimo że jego partia nie odniosła dużych sukcesów na arenie politycznej, prezentowana przez niego ideologia znacząco wpłynęła na młodego Adolfa Hitlera oraz formułę działania NSDAP. Sam Hitler określił go jako myśliciela wspaniałego i głębokiego. Przypisuje mu się autorstwo pseudo-średniowiecznego pozdrowienia „Heil!”. Nazywany był przez swoich popleczników „führerem”. Oba te słowa na stałe weszły do słownictwa używanego przez zwolenników ideologii nazistowskich. W kolejnych latach przywódca antyklerykalnego ruchu Los-von-Rom-Bewegung. Hasło wzywające do zerwania z Rzymem rzucił on wobec poparcia, udzielanego przez Kościół katolicki „antynarodowej” dynastii Habsburgów. Z powodu przyjmowania postawy konsekwentnej negacji i ekstremizmu poglądów Schönerer popadał w coraz większą izolację polityczną. Po śmierci Bismarcka corocznie jeździł ze swoimi zwolennikami na grób Żelaznego Kanclerza we Friedrichsruh i tam też został w 1921 pochowany zgodnie ze swoją ostatnią wolą.

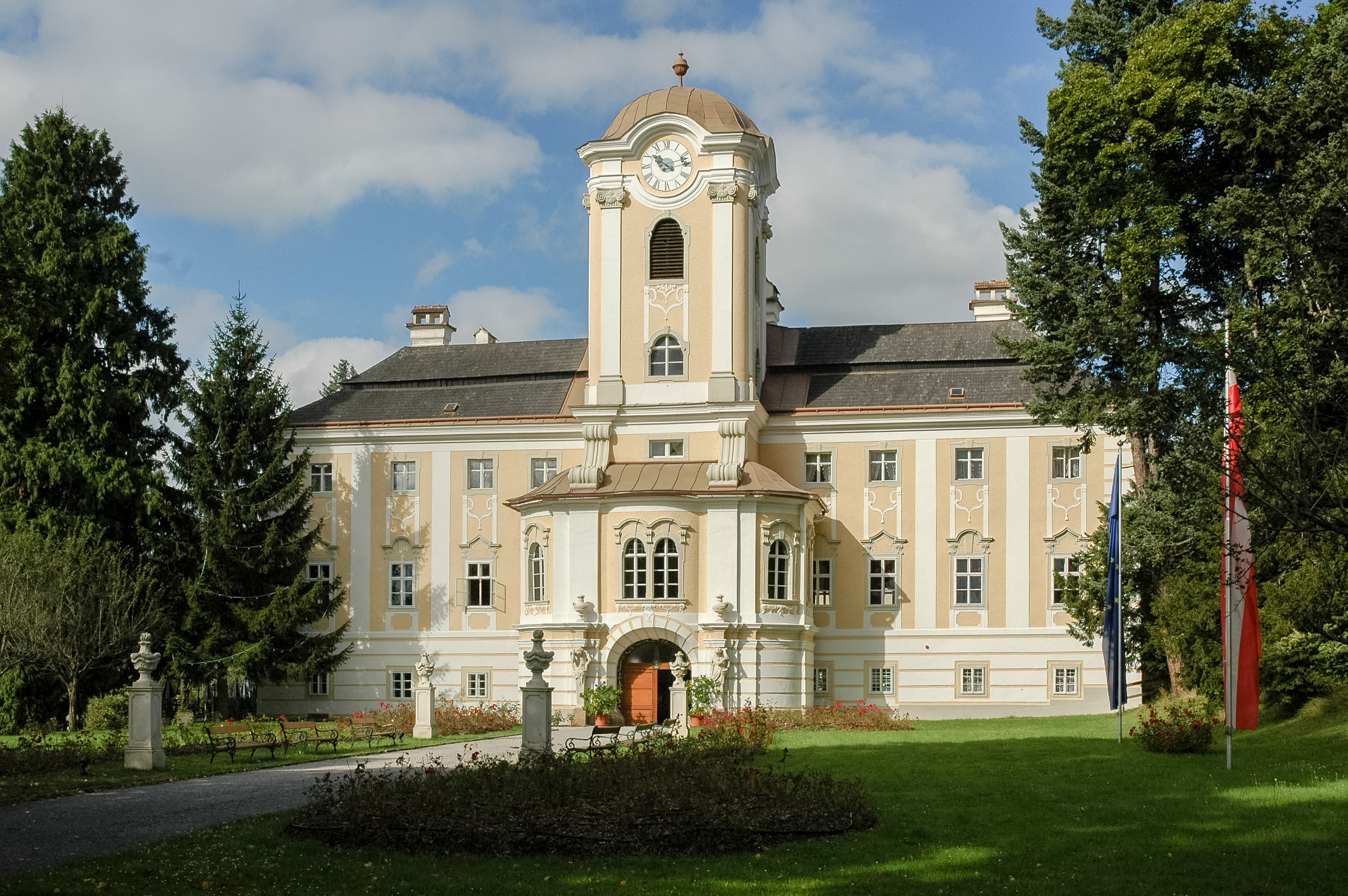
Zamek Rosenau

Od 1883 r. był właścicielem zamku Rosenau (Rosenau) w Dolnej Austrii, w pobliżu miejscowości Zwettl, który to obiekt wraz z majątkiem zakupił w 1868 roku jego ojciec Matthias Schönerer. Na zamku tym Georg Ritter von Schönerer zmarł w 1921 r.